# Bacily

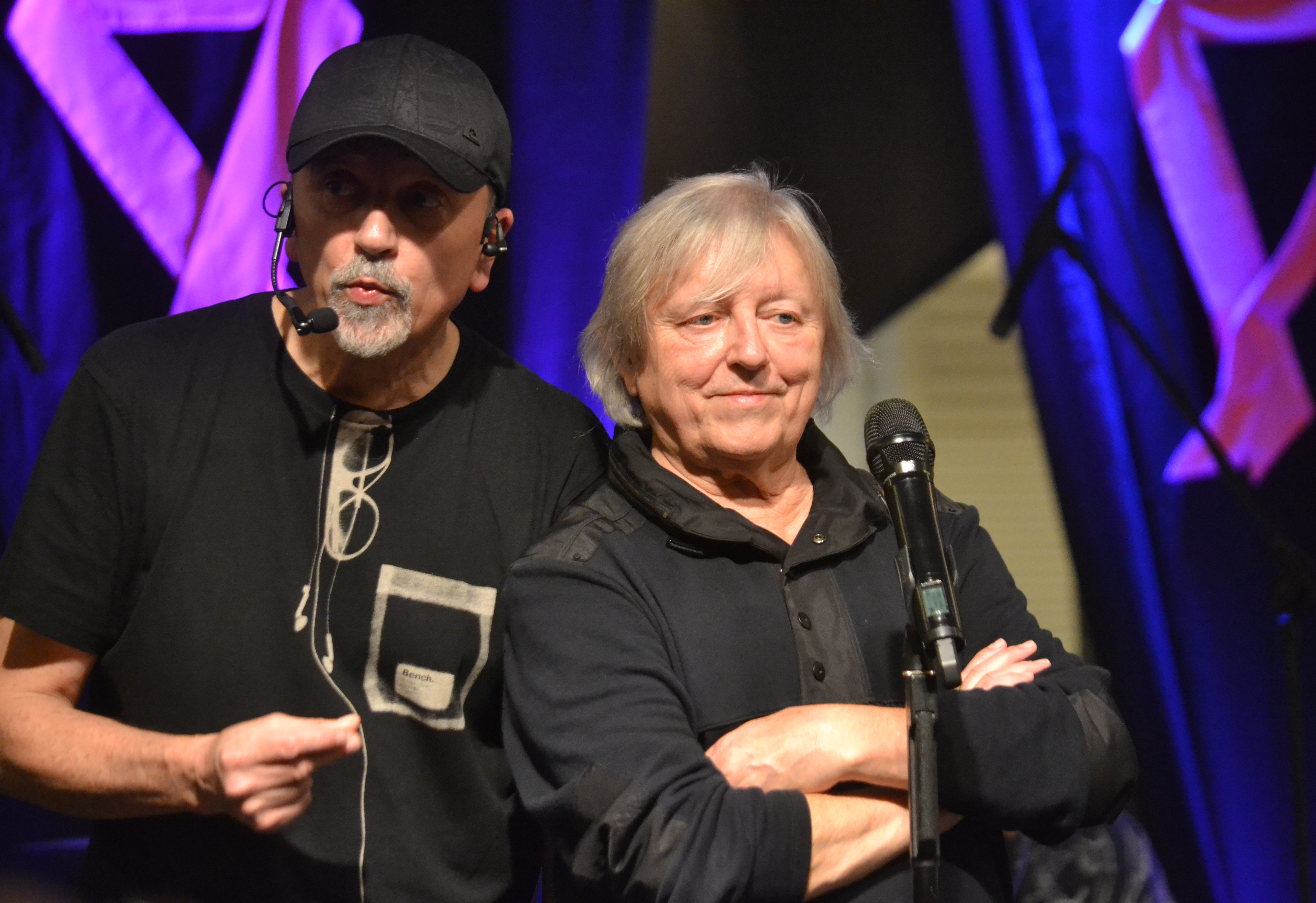
Jan Neckář a Václav Neckář (2014)

Bacily je česká hudební skupina, působící od roku 1971. Je známá především jako doprovodná skupina zpěváka Václava Neckáře.

## Obsazení
- Jan Neckář - klávesové nástroje, kytara, violoncello, klarinet
- Ota Petřina, Josef Kůstka, Peter Mahrik, Tomislav Zvardoň - kytara
- Petr Formánek, Jaroslav Vraštil - klávesové nástroje
- Radek Pobořil - trubka
- Jan Hauser, Miki Bláha, Jindřich Vobořil, Alexander Čihař, Vladimír Boháček, Zuzana Barchánková - basová kytara
- Milan Vitoch, Jiří Jirásek, Jaroslav Vondrák, Jaroslav Petrásek, Jiří Šustera, Pavel Špaček, Josef Barchánek - bicí nástroje
- J.Neckář, Ota Petřina, Peter Mahrik, Miloš Rábl, Jiří Šustera
- J.Neckář, Ota Petřina, Peter Mahrik, Miloš Rábl, David Hoffrichter

2015 Program: MEZI SVÝMI
- J.Neckář klávesové nástroje, violoncello
- Peter Mahrik el.kytara, ac.kytara
- Miloš Rábl basová kytara, el. kontrabas
- Jaroslav Petrásek bicí, percuse, cajon
- Josef Kůstka el.kytara, el. housle
- Václav Neckář ml. počítače

## Historie
Po zániku tria Golden Kids se Václav Neckář rozhodl spolu se svým textařem Zdeňkem Rytířem založit doprovodnou skupinu pro své koncertní programy. Z doprovodné skupiny Heleny Vondráčkové přebrali kytaristu Otu Petřinu a klávesistu Petra Formánka. Do původní sestavy skupiny se přidali Jan Neckář, bubeník Milan Vitoch a baskytarista Honza Hauser. Skupina byla oficiálně založena 4. srpna 1971.

## Diskografie
- Dr. Dam Di Dam a jeho bacily (živě, Supraphon 1973).
- Tomu, kdo nás má rád (Supraphon 1974).
- Planetárium (Supraphon 1977).
- Podej mi ruku… (Supraphon 1980).
- Sluneční věk (jediné samostatné album skupiny Bacily, Supraphon 1981).
- Mýdlový princ (kompilace, Supraphon 1981).
- Planetarium (anglická verze, Supraphon/Artia 1982).
- Příběhy, písně a balady (3 LP Supraphon 1982–3).
- Wer geht durch die Nacht deiner Träume (exportní titul, Supraphon/Artia 1983).
- My to spolu táhnem dál (Supraphon 1985, reedice na CD + bonusy – 2009[2]).
- Pokus o autoportrét (kompilace, Supraphon 1986).
- Atlantida 99 (Supraphon 1987).
- Pod komandem lásky (Supraphon 1989).
- Časy se mění (NE a NE 1991).
- Zlatej Vašek (Česká hudba 2002).
- Oči koní (Supraphon 2005).
- 40 hitů (Supraphon 2006).